# Hájenka Rabštejn
Hájenka Rabštejn – czeski obiekt noclegowy (schronisko turystyczne) położone w Niskim Jesioniku (Góry Hanuszowickie) na wys. 721 m n.p.m. pomiędzy szcztami Rabštejn (804 m m.p.m.) oraz Vinná hora (889 m n.p.m.).

## Historia
Obiekt powstał w XVII wieku jako gajówka i taką funckję pełnił aż do końca II wojny światowej. W międzyczasie budynek rozbudowywano, a na przełomie XIX i XX wieku dobudowano oficynę, pełniącą rolę gospody dla turystów. Po zakończeniu wojny w obiekcie mieszkali głównie pracownicy leśni. W okresie od 1967 do 1989 roku budynek był wykorzystywany jako prowizoryczna baza noclegowa dla obozów wspinaczkowych oraz wędrownych; dzięki turystom utrzymywano go w stanie technicznym pozwalającym na użytkowanie. Następnie, aż do 1992 roku obiekt dawna gajówka stała pusta, niszczejąc. Wówczas to sprzedano ją w prywatne ręce, a nowy właścicieli przystąpił do remontu (przerwanego w 2002 roku przez pożar). Schronisko otwarto w 2005 roku.

## Warunki pobytu
Schronisko oferuje 30 miejsc noclegowych w siedmiu pokojach (2, 4, 5 i 6 osobowych) z zapleczem sanitarnym. W budynku funkcjonuje również restauracja.

## Szlaki turystyczne
Obok obiektu znajduje się węzeł następujących pieszych szlaków turystycznych:
- Šumperk - Kamenný vrch (955 m n.p.m.) - Hvězda (794 m n.p.m.) - Hájenka Rabštejn - Bedřichov - Tvrdkov
- Libina - Třemešek - Hájenka Rabštejn - przełęcz Skřítek (879 m n.p.m.) - Klepáčov - Sobotín
- Vikýřovice - Traťovka - Hvězda (794 m n.p.m.) - Hájenka Rabštejn - Janovice u Rýmařova - Rýmařov
- Hájenka Rabštejn - ruina zamku Rabštejn